# Bobby Deerfield
Bobby Deerfield is een Amerikaanse film van Sydney Pollack en is gebaseerd op de roman Der Himmel kennt keine Günstlinge (1961) van Erich Maria Remarque. De titelrol wordt gespeeld door Al Pacino.

## Inhoud
Bobby Deerfield is een professionele racer in de Formule 1. Op de racebaan is hij snel, geconcentreerd en laat hij zich niet raken door andere zaken. Maar zodra de race over is, verandert hij in een eenzame man die niet weet wat hij moet aanvangen met zijn gevoelens. Op een dag komt zijn ploeggenoot om het leven tijdens een wedstrijd. Bobby Deerfield weigert nog in zijn racewagen te stappen, tenzij hij de oorzaak van het ongeval te weten komt.
Om die oorzaak te vinden, trekt hij naar het ziekenhuis waar Karl Holtzmann, de andere racer die bij het ongeluk betrokken was, ligt. Maar in het ziekenhuis ontmoet hij niet alleen Holtzmann maar ook een jonge vrouw, Lillian Morelli (gespeeld door Marthe Keller). Zij is ziek maar geniet met volle teugen van het leven. Bobby reist door naar Milaan en geeft Lillian een lift tot in Florence. Bobby wordt door Lillian een ander mens en wordt uiteindelijk ook verliefd op haar.

## Rolverdeling
| Acteur                | Personage                |
| --------------------- | ------------------------ |
| Al Pacino             | Bobby                    |
| Marthe Keller         | Lillian                  |
| Anny Duperey          | Lydia                    |
| Walter McGinn         | de Broer                 |
| Romolo Valli          | oom Luigi                |
| Stephan Meldegg       | Karl Holtzmann           |
| Jaime Sánchez         | Delvecchio               |
| Norm Nielsen          | De goochelaar            |
| Mickey Knox           | toerist                  |
| Dorothy James         | toerist                  |
| Guido Alberti         | Priester in de tuin      |
| Monique Lejeune       | Catherine Modave         |
| Steve Gadler          | Bertrand Modave          |
| Van Doude             | De fluitist              |
| Aurora Maris          | Vrouw in benzinestation  |
| Gérard Hernandez      | Carlos Del Montanaro     |
| Maurice Vallier       | priester                 |
| Antonino Faa Di Bruno | Vincenzo                 |
| André Valardy         | handtekeningenjager      |
| Féodor Atkine         | Tommy (als Fédor Atkine) |

## Prijzen
- Golden Globe-nominatie: Al Pacino - Best Motion Picture Actor, Drama